# منتخب التشيك لاتحاد الرغبي
منتخب التشيك الوطني لاتحاد الرغبي (بالتشيكية: Česká ragbyová reprezentace)‏ هو ممثل التشيك الرسمي في المنافسات الدولية في اتحاد الرغبي .